# Апленд (Пенсільванія)
Апленд (англ. Upland) — місто (англ. borough) в США, в окрузі Делавер штату Пенсільванія. Населення — 3068 осіб (2020).

## Географія
Апленд розташований за координатами 39°51′22″ пн. ш. 75°22′47″ зх. д. / 39.85611° пн. ш. 75.37972° зх. д. (39.856203, -75.379648).  За даними Бюро перепису населення США в 2010 році місто мало площу 1,68 км², уся площа — суходіл.

## Демографія
Згідно з переписом 2010 року, у селищі мешкало 3239 осіб у 1207 домогосподарствах у складі 780 родин. Густота населення становила 1927 осіб/км².  Було 1291 помешкання (768/км²).
Расовий склад населення:
| - 51,3 % — білих - 41,3 % — чорних або афроамериканців - 0,8 % — азіатів - 0,3 % — корінних американців - 0,1 % — вихідців з тихоокеанських островів - 2,4 % — осіб інших рас |

До двох чи більше рас належало 3,8 %. Частка іспаномовних становила 5,8 % від усіх жителів.
За віковим діапазоном населення розподілялося таким чином: 29,2 % — особи молодші 18 років, 55,5 % — особи у віці 18—64 років, 15,3 % — особи у віці 65 років та старші. Медіана віку мешканця становила 33,8 року. На 100 осіб жіночої статі у селищі припадало 85,4 чоловіків;  на 100 жінок у віці від 18 років та старших — 80,2 чоловіків також старших 18 років.
Середній дохід на одне домашнє господарство  становив 48 703 долари США (медіана — 38 616), а середній дохід на одну сім'ю — 59 820 доларів (медіана — 44 716). Медіана доходів становила 40 610 доларів для чоловіків та 32 708 доларів для жінок. За межею бідності перебувало 21,4 % осіб, у тому числі 33,5 % дітей у віці до 18 років та 11,1 % осіб у віці 65 років та старших.
Цивільне працевлаштоване населення становило 1383 особи. Основні галузі зайнятості: освіта, охорона здоров'я та соціальна допомога — 33,1 %, роздрібна торгівля — 17,3 %, науковці, спеціалісти, менеджери — 12,2 %, мистецтво, розваги та відпочинок — 11,1 %.